# Halte de Gourland
Halte de Gourland – przystanek kolejowy w Guingamp, w departamencie Côtes-d’Armor, w regionie Bretania, we Francji. Jest zarządzany przez SNCF (budynek dworca) i przez RFF (infrastruktura). 
Przystanek jest obsługiwany przez pociągi TER Bretagne. 

## Położenie
Znajduje się na linii Guingamp – Paimpol, na km 507,194, na wysokości 171 m n.p.m., pomiędzy stacjami Guingamp i Trégonneau - Squiffiec.

## Linie kolejowe
- Guingamp – Paimpol